# إيندليخوفن
إيندليخوفن (Endlichhofen) هي بلدية في منطقة الراين لاين في غرب ألمانيا.